# Giovanni Battista Gigola
Giovanni Battista Gigola (Brescia, 28 giugno 1767 – Tremezzo, 7 agosto 1841) è stato un pittore e miniaturista italiano.

## Biografia
Fu figlio di Giovanni, di professione merciaio, e di Elena Franzini; il padre tentò di avviarlo allo studio delle lettere, ma il giovane Giambattista mostrò ben presto avversione al latino e propensione al disegno. 

Fu allora messo a bottega presso un pittore mestierante dal quale imparò ben poco. Ritornò perciò nella bottega del lotto tenuta dal padre e, alla sua morte nel 1787, si diede all'arte e cominciò a dedicarsi al ritratto miniato su avorio, genere allora molto in voga che si rifaceva soprattutto agli esempi di Rosalba Carriera e Anton Raphael Mengs.

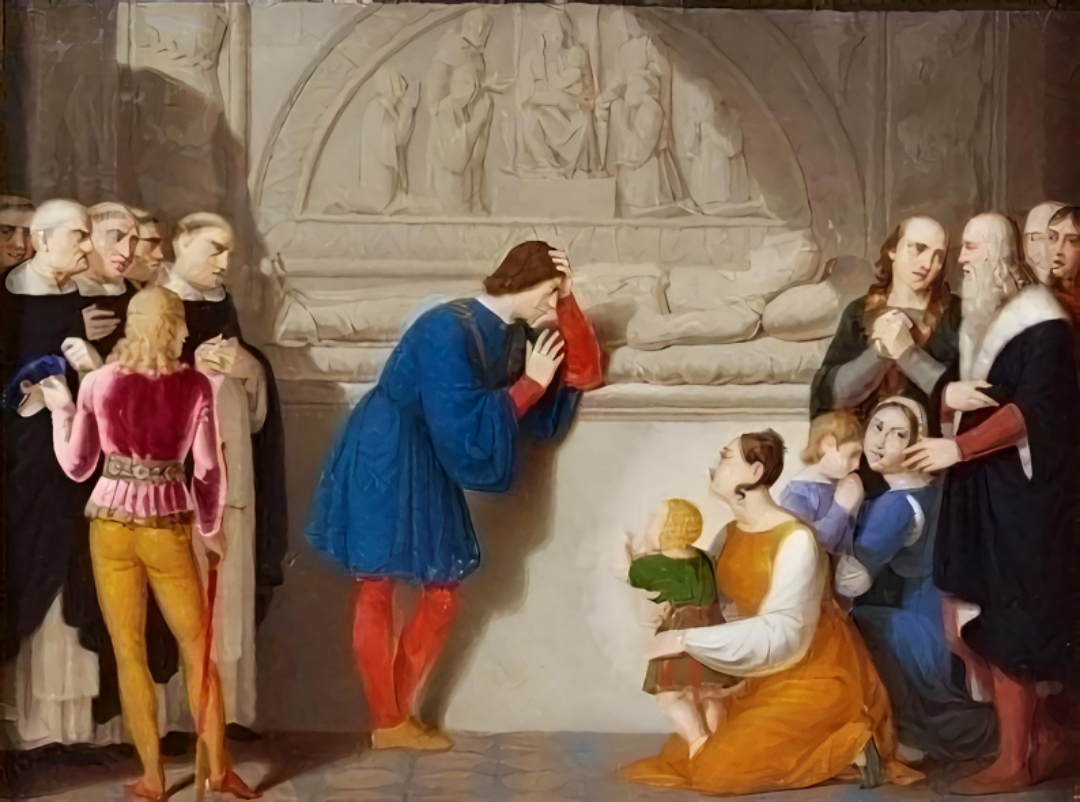
L'addio di Ludovico il Moro alle ceneri della moglie Beatrice d'Este, 1815 ca, Pinacoteca Ambrosiana. Assistono sulla sinistra i frati di S. Maria delle Grazie, sulla destra i due orfanelli Ercole Massimiliano e Francesco con le rispettive balie, nonché Bramante e Leonardo.

Lasciò Brescia nel 1789 per frequentare i corsi dell'Accademia di Brera a Milano; in particolare seguì le lezioni di elementi di figura tenute dal disegnatore e incisore Domenico Aspari.
Nel 1791 intraprese un viaggio a Roma con pochi denari al seguito di una compagnia di ballo. A Roma rimase cinque anni, frequentò l'accademia del nudo in Campidoglio e poi l'Accademia di S. Luca ed ebbe l'opportunità di aggiornarsi sulle novità neoclassiche introdotte da Pompeo Batoni, Mengs, Canova e Flaxman. 
Nel 1796 fece ritorno a Milano lavorando per il marchese Trivulzio, e poco più tardi a Brescia. Con gli sconvolgimenti politici dell’epoca rivestì un rilevante grado nella Guardia Nazionale che abbandonò quando le commissioni di lavori come miniaturista di moda fra gli ufficiali francesi andarono crescendo.
Si recò a Parigi, dove frequentò il Louvre, studiando i miniaturisti francesi e fiamminghi.
Dopo quindici mesi tornò a Milano dove, aiutato da mecenati come il conte Sommariva, trovò favore presso il vicerè Eugenio per il quale eseguì molti ritratti come suo miniatore ufficiale. Anche Ugo Foscolo fu tra i suoi clienti. 

La sua attività si andò allargando, miniando  Le tentazioni di S.Antonio per il Sommariva. Illustrò per il marchese Trivulzio in pergamena il Decameron, gli Amori di Dafni e Cloe, miniò sette copie di Giulietta e Romeo del Daporto, e tre copie del Corsaro di Byron.
Dopo lo studio di alcuni ritratti francesi eseguiti in smalto su porcellana (procedimento allora sconosciuto in Italia) vi si dedicò ottenendo ottimi risultati. 
È considerato restauratore della miniatura in oro medievale e la sviluppò in raffigurazioni vere e proprie di cui decorò libri con tecniche innovative. 
Persona caritatevole e munifica, si deve a lui il Pantheon degli illustri bresciani nel Cimitero di Brescia, per costruire il quale lasciò con testamento del 14 aprile 1839 all'Ateneo il suo patrimonio. L'Ateneo di Brescia, riconoscente, gli dedicò al cimitero un monumento, opera di Giovanni Battista Lombardi.

## Galleria d'immagini

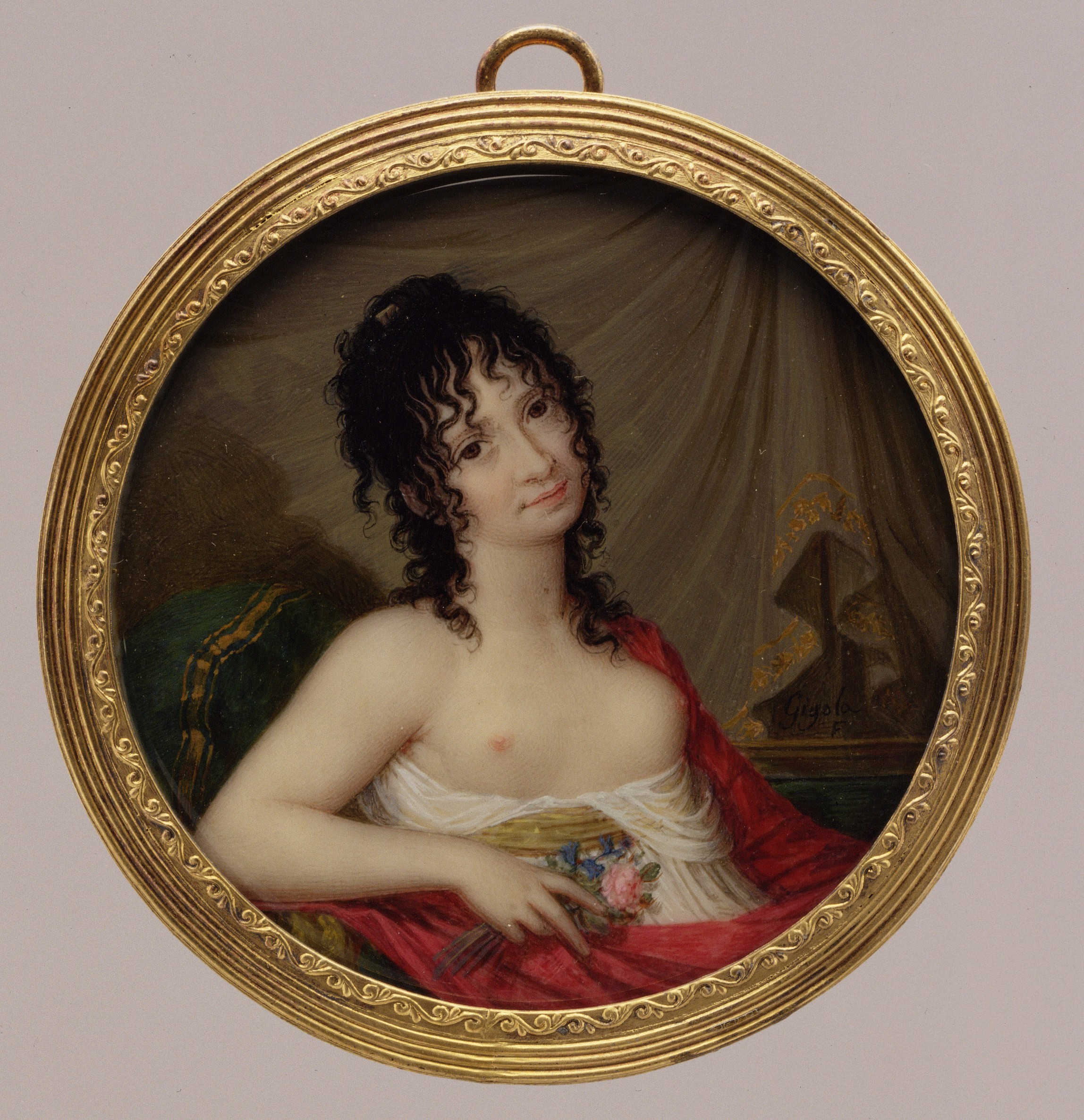
Francesca Lechi Ghirardi 1800 ca Metropolitan Museum of Art
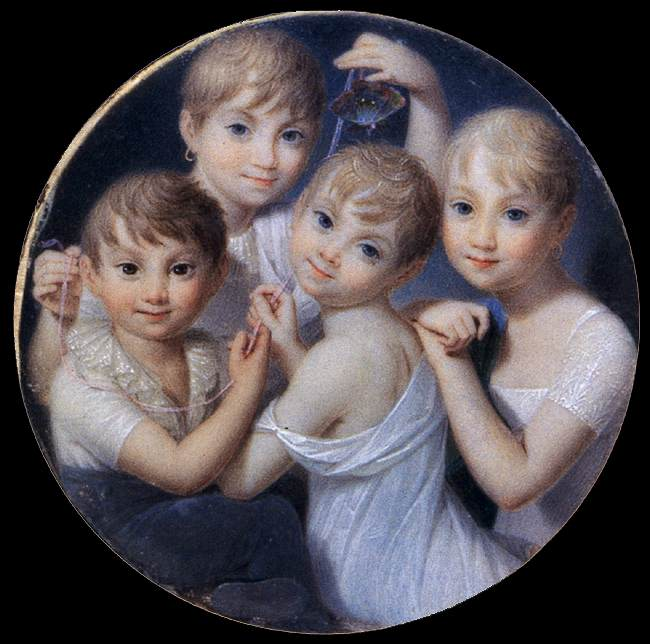
Ritratto delle tre figlie e del figlio di Gian Giacomo Trivulzio 1807 ca Museo Poldi Pezzoli